# Williston Park
Williston Park – wieś w Stanach Zjednoczonych, w stanie Nowy Jork, w hrabstwie Nassau.